# SK Cheb
Sportovní klub Cheb byl český fotbalový klub z Chebu, který se nachází v Karlovarském kraji. Klub byl založen roku 1945 jako TSK Železničáři Cheb. Zanikl v roce 2004 po fúzi s FK Union Cheb 2001.
Své domácí zápasy odehrával na stadionu Lokomotiva, který má kapacitu 17 000 diváků.

## Historie klubu
SK Cheb byl založen po druhé světové válce jako SK Železničáři Cheb, po roce 1948 klub mění název na TJ Lokomotiva. Po celou existenci působil klub na úrovni krajských soutěží a jeho stropem bylo působení v divizi v letech 1971 – 1974, 1983 – 1985 a 1991 – 1993. V roce 1997 po krachu nejvýznamnějšího chebského klubu FC Union Cheb, přebírá jeho veškerou mládež. V roce 2004 zaniká po sloučení s nově založeným klubem FK Union Cheb 2001.

## Historické názvy
Zdroj: 
- 1945 – TSK Železničáři Cheb (Tělocvičný sportovní klub Železničáři Cheb)
- 195? – DSO Železničáři Cheb (Dobrovolná sportovní organizace Železničáři Cheb)
- 1960 – TJ Lokomotiva Cheb (Tělovýchovná jednota Lokomotiva Cheb)
- 1997 – fúze s mládeží Unionu Cheb ⇒ SK Cheb (Sportovní klub Cheb)
- 2001 – SK Cheb mládež (Sportovní klub Cheb mládež) ⇒ mužské družstvo zakládá FK Union Cheb 2001
- 2004 – fúze s FK Union Cheb 2001 ⇒ zánik

## Umístění v jednotlivých sezonách
Zdroj: 
Legenda: Z – zápasy, V – výhry, R – remízy, P – porážky, VG – vstřelené góly, OG – obdržené góly, +/- – rozdíl skóre, B – body, červené podbarvení – sestup, zelené podbarvení – postup, fialové podbarvení – reorganizace, změna skupiny či soutěže
| Československo (1971 – 1993) |                          |        |    |    |    |    |    |    |     |    |        |
| Sezóny                       | Liga                     | Úroveň | Z  | V  | R  | P  | VG | OG | +/- | B  | Pozice |
| 1971/72                      | Divize A                 | 4      | 26 | 12 | 4  | 10 | 28 | 29 | -1  | 28 | 6.     |
| 1972/73                      | Divize A                 | 4      | 26 | 7  | 6  | 13 | 24 | 35 | -11 | 20 | 12.    |
| 1973/74                      | Divize A                 | 4      | 26 | 7  | 6  | 13 | 31 | 72 | -41 | 20 | 13.    |
| …                            |                          |        |    |    |    |    |    |    |     |    |        |
| 1983/84                      | Divize B                 | 4      | 26 | 11 | 6  | 9  | 43 | 41 | +2  | 28 | 6.     |
| 1984/85                      | Divize B                 | 4      | 30 | 5  | 6  | 19 | 30 | 65 | -35 | 16 | 16.    |
| …                            |                          |        |    |    |    |    |    |    |     |    |        |
| 1991/92                      | Divize A                 | 4      | 30 | 10 | 7  | 13 | 42 | 48 | -6  | 27 | 12.    |
| 1992/93                      | Divize A                 | 4      | 30 | 7  | 5  | 18 | 43 | 76 | -33 | 19 | 16.    |
| Česko (1993 – 2001)          |                          |        |    |    |    |    |    |    |     |    |        |
| Sezóny                       | Liga                     | Úroveň | Z  | V  | R  | P  | VG | OG | +/- | B  | Pozice |
| 1993/94                      | Západočeský župní přebor | 5      | 30 | 12 | 7  | 11 | 58 | 49 | +9  | 31 | 9.     |
| 1994/95                      | Západočeský župní přebor | 5      | 30 | 9  | 7  | 14 | 48 | 65 | -17 | 34 | 11.    |
| 1995/96                      | Západočeský župní přebor | 5      | 30 | 10 | 5  | 15 | 47 | 54 | -7  | 35 | 13.    |
| 1996/97                      | Západočeský župní přebor | 5      | 30 | 12 | 4  | 14 | 37 | 49 | -12 | 40 | 9.     |
| 1997/98                      | Západočeský župní přebor | 5      | 30 | 13 | 5  | 12 | 49 | 56 | -7  | 44 | 7.     |
| 1998/99                      | Západočeský župní přebor | 5      | 30 | 15 | 2  | 13 | 57 | 49 | +8  | 47 | 5.     |
| 1999/00                      | Západočeský župní přebor | 5      | 30 | 13 | 6  | 11 | 54 | 36 | +18 | 45 | 6.     |
| 2000/01                      | Západočeský župní přebor | 5      | 30 | 9  | 13 | 8  | 53 | 51 | +2  | 40 | 7.     |